# 拉尼埃茹勒
拉尼埃茹勒（法語：Lanuéjouls，法語發音：[lanɥeʒul]）是法国阿韦龙省的一个市镇，属于鲁埃格自由城区。

## 地理
拉尼埃茹勒（44°25'30"N, 2°9'37"E）面积12 平方千米，位于法国奧克西塔尼大區阿韦龙省，该省份为法国南部内陆省份，位于法國中央高原南部，北起顺时针与康塔爾省、洛泽尔省、加尔省、埃罗省、塔恩省、塔恩-加龙省和洛特省接壤。
与拉尼埃茹勒接壤的市镇（或旧市镇、城区）包括：孔波利巴、德吕勒、马勒维尔、普里沃扎克、沃雷耶。
拉尼埃茹勒的时区为UTC+01:00、UTC+02:00（夏令时）。

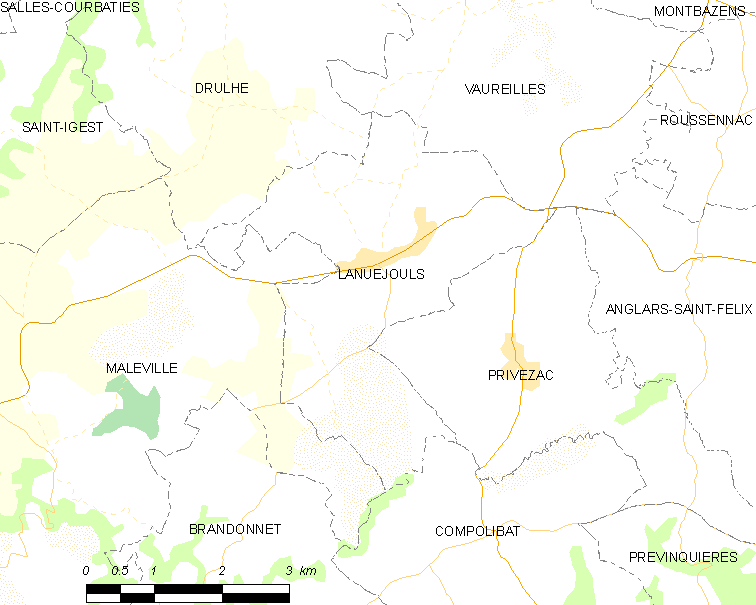
拉尼埃茹勒的OSM定位图

## 行政
拉尼埃茹勒的邮政编码为12350，INSEE市镇编码为12121。

## 政治
拉尼埃茹勒所属的省级选区为维勒讷瓦-维勒弗朗舒瓦县。

## 人口

1962-2008年间拉尼埃茹勒人口变化图示

拉尼埃茹勒于2022年1月1日时的人口数量为761人。